# Prințesa Maria Antonia de Neapole și Sicilia
Maria Antonia de Neapole și Sicilia (14 decembrie 1784 – 21 mai 1806), a fost fiica cea mică a regelui Ferdinand I a celor Două Sicilii și a reginei Maria Carolina de Austria. A fost numită după sora favorită a mamei ei, Maria Antoaneta, regină a Franței. Prin căsătorie a devenit Prințesă de Asturia.

## Arbore genealogic
1. ↑  Dictionary of Women Worldwide[*] Verificați valoarea |titlelink= (ajutor)